# Niels Bollmann
Niels Andersen Bollmann (født 11. juli 1939 i Brøns Sogn, død 16. maj 1989) var en dansk politiker (Centrum-Demokraterne) og boligminister i Poul Schlüters første regering.
Bollmann var født i Brøns Sogn i Sønderjylland i 1939. Han tog realeksamen i Skærbæk i 1955 og blev elev i Toldvæsenet hvori han fortsatte sin karriere og blev toldkontrollør i 1971.
Bollmann var boligminister i regeringen Poul Schlüter I fra 12. september 1982 til 12. marts 1986 og medlem af Folketinget fra folketingsvalget den 15. februar 1977 til sin død i 1989. Sonja Albrink efterfulgte ham i Folketinget.